# Karel Ludikovský
Karel Ludikovský (27. října 1923 Brno – 3. června 1979 Lažánky) byl český archeolog.

## Život
Karel Ludikovský se vyučil fotografem. V letech 1949–1953 studoval pravěkou a klasickou archeologii na Filosofické fakultě university Jana Evangelisty Purkyně (dnes Masarykova univerzita). V roce 1954 prom. hist. (Diplomová práce „Keltové na Moravě do počátku n.l.“ u profesora Emanuela Šimka)
V letech 1954–1979 pracoval v Archeologickém ústavu Československé akademie věd Brno. V roce 1965 získal titul CSc., v témže roce začal pracovat jako vedoucí speciální laboratoře Archeologického ústavu. V Archeologickém ústavu ČSAV setrval až do tragického konce života (utonul při koupání).

## Dílo
Specializoval se na laténské období Moravy, provedl řadu jak systematických, tak záchranných terénních výzkumů (sídliště v Komořanech, Velkých Hostěrádkách, Bořitově, Mistříně, pohřebiště v Blučině a Lovčičkách, oppidum na Hostýně a množství dalších drobných záchranných akcí na lokalitách z téměř všech období pravěku). Vedle standardní archeologické problematiky se věnoval otázkám rentgenové fotografie v archeologii, technologii hrnčířské produkce, šperkařství, pravěkému stavitelství, v posledních letech života pak zejména archeologii černé metalurgie (římské železářské pece v Sudicích, experimentální tavby železné rudy), geofyzikálním metodám v archeologické prospekci a experimentální archeologii.
Byl výrazně technologicky profilovanou osobností, orientovanou směrem k vyvíjení nových a aplikaci již ověřených moderních technických metod archeologického výzkumu. K odkazu Karla Ludikovského se moravští badatelé stále vracejí, památky jím shromážděné se staly pevnou součástí základního pramenného fondu moravské prehistorie.

### Výběr z publikací
- Dílny na moravských keltských sídlištích, Archeologické studijní materiály 1, 1964, 126–134
- Akeramický horizont bohatých hrobů žen na Moravě, Památky archeologické 55, 1964, 321–349
- Bohatý hrob z keltského pohřebiště v Blučině, o. Brno-venkov, Památky archeologické 61, 1970, 519–535
- Blížkovice – Bojanovice – Střelice, Fontes archeologiae moravicae 18, Brno 1983
- Hostýn – katalog nálezů z moravských muzeí, Fontes archeologiae moravicae 17, Brno 1984